# Julia Garner
Julia Garner (New York, 1 februari 1994) is een Amerikaanse actrice. Ze staat bekend om haar hoofdrol als Ruth Langmore in de misdaad-dramaserie Ozark (2017) van Netflix. Hiervoor ontving ze lovende kritiek en ze won twee Primetime Emmy Awards voor beste vrouwelijke bijrol in een dramaserie in 2019 en 2020. Daarnaast ontving ze ook een Golden Globe Awards-nominatie in 2020 voor Beste Vrouwelijke Bijrol.
Garner had ook rollen in de FX-dramaserie The Americans (2015–18), de Netflix-miniserie Maniac (2018), de true crime-serie Dirty John (2018–19), en ze speelde de hoofdrol in de Netflix-miniserie Inventing Anna (2022). Ze speelde in de films Electrick Children (2012), We Are What We Are (2013), Grandma (2015), en The Assistant (2019), daarnaast verscheen ze ook in Martha Marcy May Marlene (2011), The Perks of Being a Wallflower (2012), en Sin City: A Dame to Kill For (2014).

## Jonge leven
Garner werd geboren in de buurt Riverdale in het New Yorkse stadsdeel The Bronx. Haar moeder Tami Gingold is therapeut met een succesvolle carrière als een actrice en comédienne in haar geboorteland Israël. Haar vader Thomas Garner is een schilder en kunstdocent, oorspronkelijk afkomstig uit Shaker Heights (Ohio). Garner is Joods, net als haar moeder. Haar oudere zus is de kunstenares Anna Garner. Garner beschreef zichzelf als "half Israëlisch". Aan haar moeders zijde heeft ze familieleden die wonen in Israël, en die ze regelmatig bezoekt. Ze begrijpt Hebreeuws, met dank aan haar moeder die het in hun huishouden sprak, al spreekt Garner het niet vloeiend.
Ze begon met acteerlessen op vijftienjarige leeftijd, om zo haar verlegenheid te overwinnen.

## Carrière

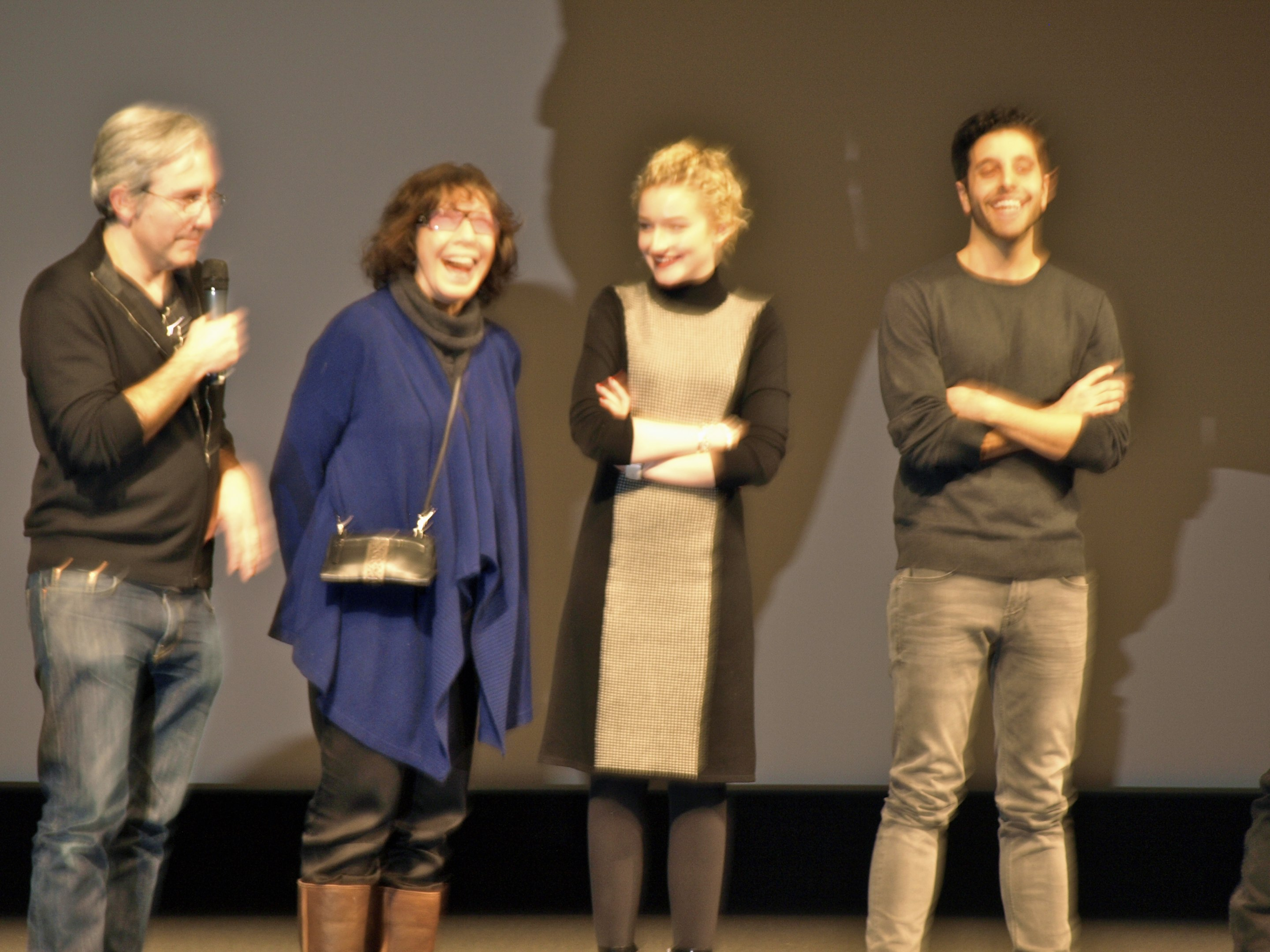
Paul Weitz, Lily Tomlin, Julia Garner and Mo Aboul-Zelof at the 2015 Sundance Film Festival

Garner had haar filmdebuut op zeventienjarige leeftijd met Martha Marcy May Marlene van Sean Dunkins, waar ze de rol van Sarah in speelde.
In 2012 nodigde regisseur David Chase haar uit voor een kleine rol die hij specifiek voor haar had geschreven in zijn film Not Fade Away. Haar eerste hoofdrol was in 2012 in de film Electrick Children. In 2013 speelde ze naast Ashley Bell in de horror film The Last Exorcism Part II, en ze speelde de hoofdrol in de Amerikaanse remake van de Mexicaanse horrorfilm We Are What We Are.
Garner speelde in Sin City: A Dame to Kill For (2014) het nieuwe personage Marcie, een jonge stripster die paden kruiste met een ander nieuwe personage, Johnny (Joseph Gordon-Levitt). Dit was de eerste keer dat ze acteerde met een green screen.
In 2015 speelde Garner in de door Paul Weitz geregisseerde komedie Grandma met Lily Tomlin. Garner speelde een tienerstudent die om de hulp van haar lesbische dichter grootmoeder (Tomlin) vroeg voor een abortus. In 2016 verscheen ze in een aflevering van Lena Dunham's HBO-komedieserie Girls, genaamd "The Panic in Central Park".
Garner ging verder acteren voor televisie en werd gecast voor een terugkomend rol in het derde seizoen van de FX spionagethriller serie The Americans, afspelend in de jaren tachtig. Hier ging ze mee door tot seizoen zes. Ze was van plan om haar off-Broadway-debuut te maken in Noah Haidles toneelstuk Smokefall in MCC Theater in 2016, maar moest afhaken tijdens de repetities door conflicterende roosters.
Vanaf 2017 speelde Garner als Ruth Langmore in de Netflix-misdaad-dramaserie Ozark, tegenover Jason Bateman en Laura Linney. De rol leverde haar veel lovende kritiek op en twee opeenvolgende Primetime Emmy Awards voor beste vrouwelijke bijrol in een dramaserie.
In 2018 verscheen Garner in de Netflix-miniserie Maniac als Ellie, de zus van Emma Stones personage. Daarnaast verscheen Garner ook regelmatig in de true crime-anthologyserie Dirty John (2018–19). Ze speelde de rol van Terra Newell, de dochter van Connie Britton's personage.

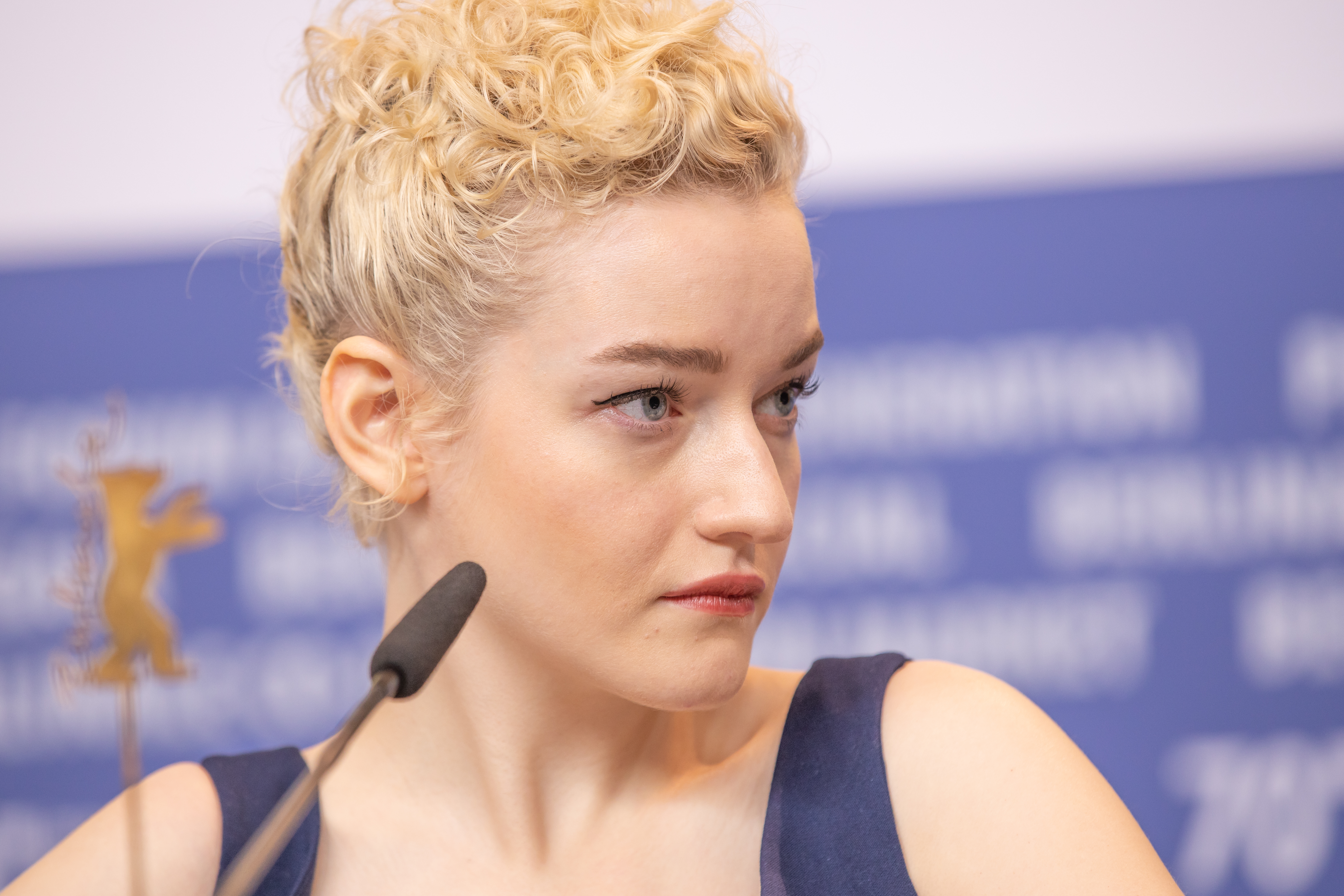
Garner bij het 70e Internationaal filmfestival van Berlijn 2020

In 2019 verscheen Garner in the Amazon-anthology serie Modern Love. She was te zien in twee afleveringen van het eerste seizoen waaronder "So He Looked Like Dad. It Was Just Dinner, Right?" als een vrouw die een oogje had op een veel oudere man, gespeeld door Shea Whigham. De eerste aflevering was geregisseerd door Emmy Rossum. In datzelfde jaar speelde ze in de onafhankelijke dramafilm The Assistant als een productieassistente in een schadelijke werkomgeving. De film, geregisseerd door Kitty Green, adresseert de huidige cultuur rondom de MeToo-beweging. De film ging in première op het 2019 Telluride Film Festival waar het lovende kritiek ontving. Garner ontving lof voor het optreden en ontving een Independent Spirit Award-nominatie.
Garner speelde ook in de Netflix-miniserie Inventing Anna waarin ze de hoofdrol van de in Rusland geboren Duitse oplichtster Anna (Sorokin) Delvey had. De serie was gecreëerd en geproduceerd door Shonda Rhimes, gebaseerd op het New York-artikel "How Anna Delvey Tricked New York's Party People" van Jessica Pressler. Inventing Anna werd uitgebracht op Netflix op 11 februari 2022.
In 2022 werd Garner gecast in de thrillerfilm Apartment 7A, geregisseerd door Natalie Erika James, en zou ze spelen in The Royal Hotel, geregisseerd door Kitty Green.

## Privéleven
Garner trouwde met de zanger Mark Foster, leadzanger van Foster the People, met een ceremonie in de New York City Hall in 2019, acht maanden na hun verloving.

## Filmografie

### Film
| Jaar | Titel                            | Rol                        | Opmerkingen |
| ---- | -------------------------------- | -------------------------- | ----------- |
| 2010 | The Dreamer                      | Meisje op Stoep #3         | Korte film  |
| 2010 | One Thousand Cranes              | Dorian                     | Korte film  |
| 2011 | Martha Marcy May Marlene         | Sarah                      |             |
| 2011 | Our Time                         | Kaya                       | Korte film  |
| 2011 | Mac & Cheese                     | Mary Katherine Brown       | Korte film  |
| 2012 | Electrick Children               | Rachel McKnight            |             |
| 2012 | The Perks of Being a Wallflower  | Susan                      |             |
| 2012 | Not Fade Away                    | Meisje In Auto             |             |
| 2013 | We Are What We Are               | Rose Parker                |             |
| 2013 | The Last Exorcism Part II        | Gwen                       |             |
| 2013 | Hair Brained                     | Shauna Holder              |             |
| 2014 | Get Ready                        | Onbekend                   | Korte film  |
| 2014 | Send                             | Girl                       | Korte film  |
| 2014 | I Believe in Unicorns            | Cassidy                    |             |
| 2014 | Sin City: A Dame to Kill For     | Marcie                     |             |
| 2015 | Grandma                          | Sage                       |             |
| 2016 | Good Kids                        | Tinsley                    |             |
| 2017 | Tomato Red                       | Jamalee Merridew           |             |
| 2017 | One Percent More Humid           | Catherine                  |             |
| 2017 | Everything Beautiful Is Far Away | Rola                       |             |
| 2019 | The Assistant                    | Jane                       |             |
| 2023 | The Royal Hotel                  | Hanna                      |             |
| 2024 | Apartment 7A                     | Terry Gionoffrio           |             |
| 2025 | Wolf Man                         | Charlotte Lovell           |             |
| 2025 | The Fantastic Four: First Steps  | Shalla-Bal / Silver Surfer |             |
| 2025 | Weapons                          | Justine Gandy              |             |

### Televisie
| Jaar      | Titel          | Rol                   | Opmerkingen                                                |
| --------- | -------------- | --------------------- | ---------------------------------------------------------- |
| 2015–2018 | The Americans  | Kimberly Breland      | Herhalende rol; 10 afleveringen                            |
| 2016      | Girls          | Charlie's Roommate    | Aflevering: "The Panic in Central Park"                    |
| 2016–2017 | The Get Down   | Claudia Gunns         | 2 afleveringen                                             |
| 2017–2022 | Ozark          | Ruth Langmore         | Hoofdrol                                                   |
| 2018      | Waco           | Michelle Jones        | Miniserie; 6 afleveringen                                  |
| 2018      | Maniac         | Ellie Landsberg       | Miniserie; 5 afleveringen                                  |
| 2018–2019 | Dirty John     | Terra Newell          | Hoofdrol (seizoen 1)                                       |
| 2019      | Modern Love    | Maddy                 | 2 afleveringen                                             |
| 2020      | Robot Chicken  | Various voices        | Aflevering: "Callie Greenhouse in: Fun. Sad. Epic. Tragic" |
| 2022      | Inventing Anna | Anna (Sorokin) Delvey | Hoofdrol                                                   |

## Prijzen en nominaties
| Jaar | Prijs                             | Categorie                                                   | Werk                     | Resultaat   |
| ---- | --------------------------------- | ----------------------------------------------------------- | ------------------------ | ----------- |
| 2011 | Gotham Independent Film Awards    | Best Ensemble Performance                                   | Martha Marcy May Marlene | Genomineerd |
| 2013 | Fantastic Fest                    | Best Actress – Horror Features                              | We Are What We Are       | Gewonnen    |
| 2014 | Fangoria Chainsaw Awards          | Best Supporting Actress                                     | We Are What We Are       | Genomineerd |
| 2018 | Screen Actors Guild Awards        | Outstanding Performance by a Female Actor in a Drama Series | Ozark                    | Genomineerd |
| 2018 | Screen Actors Guild Awards        | Outstanding Performance by an Ensemble in a Drama Series    | Ozark                    | Genomineerd |
| 2018 | Critics' Choice Television Awards | Best Supporting Actress in a Drama Series                   | Ozark                    | Genomineerd |
| 2018 | Critics' Choice Television Awards | Best Supporting Actress in a Movie/Miniseries               | Dirty John               | Genomineerd |
| 2019 | Gold Derby Television Awards      | Best Drama Supporting Actress                               | Ozark                    | Genomineerd |
| 2019 | Primetime Emmy Awards             | Outstanding Supporting Actress in a Drama Series            | Ozark                    | Gewonnen    |
| 2020 | Primetime Emmy Awards             | Outstanding Supporting Actress in a Drama Series            | Ozark                    | Gewonnen    |
| 2020 | Boston Society of Film Critics    | Best Actress                                                | The Assistant            | Genomineerd |
| 2020 | Columbus Film Critics Association | Best Actress                                                | The Assistant            | Genomineerd |
| 2020 | Independent Spirit Awards         | Best Female Lead                                            | The Assistant            | Genomineerd |
| 2021 | Critics' Choice Television Awards | Best Supporting Actress in a Drama Series                   | Ozark                    | Genomineerd |
| 2021 | Golden Globe Awards               | Best Supporting Actress – Television                        | Ozark                    | Genomineerd |
| 2021 | Screen Actors Guild Awards        | Outstanding Performance by a Female Actor in a Drama Series | Ozark                    | Genomineerd |
| 2021 | Screen Actors Guild Awards        | Outstanding Performance by an Ensemble in a Drama Series    | Ozark                    | Genomineerd |